# Riak Siabun I
Riak Siabun I is een bestuurslaag in het regentschap Seluma van de provincie Bengkulu, Indonesië. Riak Siabun I telt 1113 inwoners (volkstelling 2010).